# Rokycany - vojenské cvičiště
Rokycany - vojenské cvičiště este o arie protejată (arie specială de conservare — SAC, sit de importanță comunitară — SCI) din Republica Cehă întinsă pe o suprafață de 66,25 ha, integral pe uscat.

## Localizare
Centrul sitului Rokycany - vojenské cvičiště este situat la coordonatele 49°43′18″N 13°34′50″E / 49.721667°N 13.580556°E.

## Înființare
Situl Rokycany - vojenské cvičiště a fost declarat sit de importanță comunitară în aprilie 2005 pentru a proteja 1 specie de animale. Situl a fost protejat și ca arie specială de conservare în martie 2017.

## Biodiversitate
Situată în ecoregiunea continentală, aria protejată nu include niciun habitat protejat.
La baza desemnării sitului se află o specie protejată de  amfibieni: izvoraș-cu-burta-galbenă (Bombina variegata).